# José Luis Clerc
José Luis Clerc (Buenos Aires, 16 agosto 1958) è un ex tennista argentino.

## Carriera
Diventa un tennista professionista nel 1977 e nella sua carriera ha vinto 25 tornei ATP, raggiungendo nel 1981 la quarta posizione nella classifica ATP.
In Coppa Davis è stato spesso compagno di doppio di Guillermo Vilas ed è tuttora la migliore squadra di doppio argentina nella storia della coppa.

## Statistiche

### Singolare

#### Vittorie (25)
| Legenda                   |
| Grande Slam (0)           |
| Masters (0)               |
| WCT (2) / Grand Prix (23) |

| Numero | Data             | Torneo                                                | Superficie         | Avversario in finale | Punteggio               |
| 1.     | 27 maggio 1978   | ATP Firenze, Firenze (1)                              | Terra rossa        | Patrice Dominguez    | 6-4, 6-2, 6-1           |
| 2.     | 26 novembre 1978 | ATP Buenos Aires, Buenos Aires (1)                    | Terra rossa        | Víctor Pecci         | 6-4, 6-4                |
| 3.     | 10 dicembre 1978 | Santiago Open, Santiago del Cile                      | Terra rossa        | Víctor Pecci         | 3-6, 6-3, 6-3           |
| 4.     | 24 aprile 1979   | Johannesburg Indoor, Johannesburg                     | Cemento            | Deon Joubert         | 6-2. 6-1                |
| 5.     | 16 marzo 1980    | Costarica Open, San José                              | Cemento            | Jimmy Connors        | 4-6, 2-6, rit.          |
| 6.     | 3 agosto 1980    | South Orange Open, South Orange                       | Terra rossa        | John McEnroe         | 6-3, 6-2                |
| 7.     | 10 agosto 1980   | U.S. Men's Clay Court Championships, Indianapolis (1) | Cemento            | Mel Purcell          | 7-5, 6-3                |
| 8.     | 4 ottobre 1980   | Madrid Tennis Grand Prix, Madrid                      | Terra rossa        | Guillermo Vilas      | 6-3, 1-6, 1-6, 6-4, 6-2 |
| 9.     | 9 novembre 1980  | Quito Open, Quito                                     | Terra rossa        | Víctor Pecci         | 6-4, 1-6, 10-8          |
| 10.    | 23 novembre 1980 | ATP Buenos Aires, Buenos Aires (2)                    | Terra rossa        | Rolf Gehring         | 6-7, 2-6, 7-5, 6-0, 6-3 |
| 11.    | 17 maggio 1981   | ATP Firenze, Firenze (2)                              | Terra rossa        | Raúl Ramírez         | 6-1, 6-2                |
| 12.    | 24 maggio 1981   | Internazionali d'Italia, Roma                         | Terra rossa        | Víctor Pecci         | 6-3, 6-4, 6-0           |
| 13.    | 19 luglio 1981   | U.S. Pro Tennis Championships, Boston (1)             | Cemento            | Hans Gildemeister    | 0-6, 6-2, 6-2           |
| 14.    | 26 luglio 1981   | Sovran Bank Classic, Washington (1)                   | Cemento            | Guillermo Vilas      | 7-5, 6-2                |
| 15.    | 3 agosto 1981    | ATP Volvo International, North Conway (1)             | Cemento            | Guillermo Vilas      | 6-3, 6-2                |
| 16.    | 10 agosto 1981   | U.S. Men's Clay Court Championships, Indianapolis (2) | Terra rossa        | Ivan Lendl           | 4-6, 6-4, 6-2           |
| 17.    | 14 febbraio 1982 | Richmond WCT, Richmond                                | Sintetico indoor   | Fritz Buehning       | 3-6, 6-3, 6-4, 6-3      |
| 18.    | 13 giugno 1982   | ATP Venezia, Venezia                                  | Terra rossa        | Peter McNamara       | 7-6, 6-1                |
| 19.    | 13 luglio 1982   | Swiss Open Gstaad, Gstaad                             | Terra rossa        | Guillermo Vilas      | 6-1, 6-3, 6-2           |
| 20.    | 18 luglio 1982   | Zell Am See WCT, Zell Am See                          | Terra rossa        | Heinz Günthardt      | 6-0, 3-6, 6-2, 6-1      |
| 21.    | 21 novembre 1982 | ATP San Paolo, San Paolo                              | Terra rossa indoor | Marcos Hocevar       | 6-2, 6-7, 6-3           |
| 22.    | 31 gennaio 1983  | Guarujá Open, Guarujá                                 | Terra rossa        | Mats Wilander        | 3-6, 7-5, 6-1           |
| 23.    | 17 luglio 1983   | U.S. Pro Tennis Championships, Boston (2)             | Terra rossa        | Jimmy Arias          | 6-3 6-1                 |
| 24.    | 24 luglio 1983   | Sovran Bank Classic, Washington (2)                   | Terra rossa        | Jimmy Arias          | 6-3, 3-6, 6-0           |
| 25.    | 1º agosto 1983   | ATP Volvo International, North Conway (2)             | Terra rossa        | Andrés Gómez         | 6-3, 6-1                |